# فرانك سوليفان (لاعب كرة قاعدة)
فرانك سوليفان (بالإنجليزية: Frank Sullivan) هو لاعب كرة قاعدة أمريكي، ولد في 23 يناير 1930 في هوليوود في الولايات المتحدة، وتوفي في 19 يناير 2016 في Lihue, Hawaii ‏ في الولايات المتحدة بسبب ذات الرئة.

## وصلات خارجية
- فرانك سوليفان على موقع دوري كرة القاعدة الرئيسي (الإنجليزية)
- فرانك سوليفان على موقعبيزبول رفرنس.كوم (الدوري الرئيسي) (الإنجليزية)
- فرانك سوليفان على موقعبيزبول رفرنس.كوم (الدوري الثانوي) (الإنجليزية)
- فرانك سوليفان على موقع إي إس بي إن.كوم (أم.أل.بي) (الإنجليزية)
- فرانك سوليفان على موقع مشجعي الرسوم البيانية (الإنجليزية)